# Time and a Word
| 전문가 평가              | 전문가 평가 |
| 평가 점수                | 평가 점수   |
| 출처                     | 점수        |
| ------------------------ | ----------- |
| Allmusic                 | [ 1 ]       |
| Christgau's Record Guide | C           |

《Time and a Word》는 1970년 7월 24일, 애틀랜틱 레코드가 발매한 영국의 프로그레시브 록 밴드 예스의 두 번째 스튜디오 음반이다. 1969년 밴드의 동명 데뷔 이후 몇 달 만에 결성되었는데, 이 기간 동안 그들은 무거운 투어를 계속했고 쇼 사이의 공백 기간 동안 《Time and a Word》를 녹음했다. 예스는 팝, 재즈, 포크 아티스트의 오리지널 곡과 커버 버전을 공연하는 그들의 초기 음악적 방향을 계속 따랐다. 브라스 및 현악 세션 음악가들로 구성된 작은 오케스트라가 음반의 대부분의 곡에 사용되었다.
기타리스트 피터 뱅크스는 이 음반에 오케스트라를 추가하려는 생각을 지지하지 않았고, 그로 인해 그와 그룹의 나머지 사람들 사이에 긴장이 고조되었다. 뱅크스는 1970년 4월 영국 투어에서 밴드에 의해 해고되고 스티브 하우로 대체되었다. 영국 음반 커버는 미국 시장에 부적절하다고 여겨져 밴드의 사진이 사용되었고, 라인업 변경으로 인해 하우가 공연하지 않은 음반의 커버에 올랐다.
《Time and a Word》는 비평가들로부터 엇갈린 평가를 받았지만, 45위를 정점으로 영국 음반 차트에 진입한 첫 번째 음반이 되었다. 2003년, 이 음반은 이전에 발매되지 않은 몇몇 트랙으로 리마스터링되었다.

## 배경 및 녹음
1969년 7월, 애틀랜틱 레코드에서 데뷔 음반 《Yes》가 발매된 후, 예스는 영국 전역에서 광범위한 투어를 재개했다. 당시 그룹의 라인업에는 리드 보컬 존 앤더슨, 기타리스트 피터 뱅크스, 베이시스트 크리스 스콰이어, 드러머 빌 브루포드, 오르간 연주자 토니 케이가 있었다. 1969년 말, 그들은 《Time and a Word》를 녹음하기 위해 쇼 사이의 틈틈이 런던의 애드비전 스튜디오에서 시간을 예약했다. 1969년 11월, 스위스 투어 중 인터뷰에서 브루포드는 앤더슨이 "우리가 연주할 수 있는 새로운 곡들을 쏟아내고 있습니다. 보통 그는 곡을 쓰고 우리는 테이프를 듣고 거기서 그것을 가져갑니다."라고 말했다. 애드비전에서 예스는 앤더슨의 친구인 프로듀서 토니 콜튼과 함께 참여했는데, 그는 앤더슨의 친구이자 록 밴드 헤드 핸즈 & 피트의 가수이기도 했다. 애틀랜틱의 유럽 담당 디렉터이자 밴드의 팬인 필 카슨은 오디오 엔지니어 에디 오포드를 불러 콜튼의 기술과 노력 때문에 음반 제작을 도왔다. 오포드는 1970년대 그들의 프로듀서이자 라이브 사운드 믹서로서 밴드의 역사에서 중요한 인물이 되었다.
이 그룹은 오리지널 소재를 연주하고 팝, 재즈, 포크 아티스트의 커버 버전을 편곡하는 초기 음악적 방향을 계속 따랐다. 그들은 두 개의 커버가 있는 8개의 트랙의 음반 《Yes》와 같은 형식을 따랐다. 작사 과정에서 스콰이어, 앤더슨, 콜튼이 논의한 결과 그들의 신곡에 관현악 편곡을 포함하기로 결정했다. 앤더슨은 오케스트라의 새로운 아이디어에 추가적인 소리가 필요했기 때문에 오케스트라를 사용하기를 원했다. 그는 뱅크스와 케이가 그들의 새로운 협정에 필요한 강한 사운드를 만들기 위해 함께 일하지 않았다는 것을 관찰했다. 이 문제를 해결하기 위해, 이 그룹은 멜로트론을 사용하는 것에 대해 논의했고 하나를 테스트했지만, 그 아이디어는 실패했다. 대신 세션 연주자의 브라스 섹션과 왕립음악대학의 학생들로 구성된 현악 섹션이 토니 콕스가 쓰고 지휘하는 편곡을 공연하기 위해 고용되었다.

## 커버 아트
이 음반의 오리지널 영국 프레싱을 위한 소매는 로렌스 새크먼이 디자인하고 촬영했으며, 그래프리크스가 코디했다. 앞면 커버에는 흑백의 다다이즘 체크무늬와 나체 여성이 그려져 있고, 뒷면 커버에는 각 멤버가 풍차 앞에 앉아 얼굴을 일그러뜨린 사진이 담겼다. 앞면 커버 아트는 미국 음반 배급사들에 의해 부적절하다고 여겨졌고, 애틀랜틱 레코드는 런던의 워더 스트리트 스튜디오에서 사진작가 배리 웬첼을 위해 밴드의 새로운 사진을 미국 인쇄에 사용할 수 있도록 준비했다. 사진이 찍혔을 때, 스티브 하우는 피터 뱅크스를 대신하여 예스의 기타리스트가 되었고, 그래서 하우는 미국 버전의 음반 커버에 등장한다. 다만 미국 음반 소매 뒷면은 영국판과 동일해 뱅크스 사진이 포함돼 있다. 하우는 오리지널 음반 커버가 성차별적이라는 이유로 거부당했지만, 음반에서 연주하지 않았음에도 불구하고 커버에 자신의 사진이 실린 음반을 계속 인쇄하고 판매한 것에 대해 애틀랜틱 레코드에 화가 났다고 말했다. 미국에서 발매된 로저 딘이 그린 컴필레이션 음반 《Yesterdays》의 커버는 이번 음반의 커버에 대한 오마주였다. 같은 포즈로 머리가 보이지 않는 나체 여성이 등장했고, 엉덩이에 검은 나비를 두른 모습이 《Time and a Word》처럼 담겼다.

## 곡 목록
| #  | 제목                                               | 작사·작곡                  | 재생 시간 |
| -- | -------------------------------------------------- | -------------------------- | --------- |
| 1. | 〈No Opportunity Necessary, No Experience Needed〉 | 리치 헤이븐스, 제롬 모로스 | 4:45      |
| 2. | 〈Then〉                                           | 존 앤더슨                  | 5:42      |
| 3. | 〈Everydays〉                                      | 스티븐 스틸스              | 6:05      |
| 4. | 〈Sweet Dreams〉                                   | 앤더슨, 데이비드 포스터    | 3:46      |

| #  | 제목                 | 작사·작곡               | 재생 시간 |
| -- | -------------------- | ----------------------- | --------- |
| 5. | 〈The Prophet〉      | 앤더슨, 크리스 스콰이어 | 6:31      |
| 6. | 〈Clear Days〉       | 앤더슨                  | 2:03      |
| 7. | 〈Astral Traveller〉 | 앤더슨                  | 5:47      |
| 8. | 〈Time and a Word〉  | 앤더슨, 포스터          | 4:29      |